# Capitainerie générale
Pour les articles homonymes, voir Capitainerie.
La capitainerie générale (de l'espagnol Capitanía General) est le nom donné en Espagne à certaines anciennes circonscriptions militaires territoriales gouvernées par un capitán general (capitaine général), à la base un militaire avec pouvoir et autorité civile plénipotentiaire.

## Système espagnol

### Espagne péninsulaire
L'Espagne péninsulaire connaît les capitaineries générales depuis les réformes bourboniennes instaurées au XVIIIe siècle. Elle est depuis 1833 divisée en 12 capitaineries générales, à savoir : Nouvelle et Vieille-Castille, Galice, Estramadure, Andalousie, Grenade, Valence, Catalogne, Aragon, Navarre, Guipuscoa et Majorque, qui sont elles-mêmes subdivisées en provinces.

### Empire colonial espagnol
Dans le système colonial espagnol (Amériques et Philippines), il s'agissait d'une subdivision de la vice-royauté, établie dans les régions risquant une invasion étrangère ou une attaque des indigènes. Certaines capitaineries générales, comme le Venezuela, Guatemala et Chili seront parfois détachées de leur vice-royauté afin d'en permettre une administration plus efficace. Malgré la prépondérance juridictionnelle de leur vice-roi, les capitaines généraux étaient dans les faits pratiquement indépendants, en raison de leurs fonctions militaires spéciales et de l'éloignement considérable de leurs districts de la capitale vice-royale et grâce à un lien direct avec le roi et le Conseil des Indes à Madrid.

#### Capitaineries générales coloniales
- Capitainerie générale de Porto Rico (1792) : Porto Rico
- Capitainerie générale de Saint-Domingue (1540) : Hispaniola
- Capitainerie générale du Chili (1789) : Chili
- Capitainerie générale du Guatemala (1542) : Chiapas, Guatemala, Salvador, Honduras, Nicaragua, Costa Rica
- Capitainerie générale du Yucatán (1564) : Campeche, Quintana Roo, Tabasco, Yucatán, Petén, Belize
- Capitainerie générale des Philippines (1565) : Philippines, îles Carolines (dont Guam), îles Mariannes (dont Palaos)
- Capitainerie générale de Nouvelle-Grenade (1563), qui devint un vice-royaume en 1717.
- Capitainerie générale de Cuba (1664) : Cuba, Floride, Louisiane
- Capitainerie générale du Venezuela (1777) : Venezuela

## Système portugais
Les Portugais utiliseront également ce système dans leurs colonies. Au Brésil, le capitaine général sera nommé donatário.

## Source
Cet article comprend des extraits du Dictionnaire Bouillet. Il est possible de supprimer cette indication, si le texte reflète le savoir actuel sur ce thème, si les sources sont citées, s'il satisfait aux exigences linguistiques actuelles et s'il ne contient pas de propos qui vont à l'encontre des règles de neutralité de Wikipédia.